# Lijst van voetbalinterlands Argentinië - Nigeria
Deze lijst van voetbalinterlands is een overzicht van alle officiële voetbalwedstrijden tussen de nationale teams van Argentinië en Nigeria. De landen speelden tot op heden negen keer tegen elkaar. De eerste ontmoeting, een groepswedstrijd tijdens het Wereldkampioenschap voetbal 1994, werd gespeeld op 25 juni 1994 in Boston (Verenigde Staten). Het laatste duel, een groepswedstrijd tijdens het Wereldkampioenschap voetbal 2018, vond plaats in Sint-Petersburg (Rusland) op 26 juni 2018.

## Wedstrijden
| № | Plaats          | Datum            | Competitie                   | Wedstrijd            | Uitslag |
| - | --------------- | ---------------- | ---------------------------- | -------------------- | ------- |
| 1 | Boston          | 25 juni 1994     | WK 1994                      | Argentinië – Nigeria | 2 – 1   |
| 2 | Riyadh          | 10 januari 1995  | FIFA Confederations Cup 1995 | Nigeria – Argentinië | 0 – 0   |
| 3 | Kashima         | 2 juni 2002      | WK 2002                      | Argentinië – Nigeria | 1 – 0   |
| 4 | Johannesburg    | 12 juni 2010     | WK 2010                      | Argentinië – Nigeria | 1 – 0   |
| 5 | Abuja           | 1 juni 2011      | Vriendschappelijk            | Nigeria – Argentinië | 4 – 1   |
| 6 | Dhaka           | 6 september 2011 | Vriendschappelijk            | Argentinië – Nigeria | 3 – 1   |
| 7 | Porto Alegre    | 25 juni 2014     | WK 2014                      | Nigeria − Argentinië | 2 − 3   |
| 8 | Krasnodar       | 14 november 2017 | Vriendschappelijk            | Argentinië – Nigeria | 2 − 4   |
| 9 | Sint-Petersburg | 26 juni 2018     | WK 2018                      | Nigeria − Argentinië | 1 − 2   |

## Samenvatting
| Competitie              | Totaal gespeeld | Winst Argentinië | Gelijk | Winst Nigeria | Doelsaldo Argentinië – Nigeria |
| ----------------------- | --------------- | ---------------- | ------ | ------------- | ------------------------------ |
| WK-eindronde            | 5               | 5                | 0      | 0             | 9 − 4                          |
| FIFA Confederations Cup | 1               | 0                | 1      | 0             | 0 − 0                          |
| Vriendschappelijk       | 3               | 1                | 0      | 2             | 6 − 9                          |
| Totaal                  | 9               | 6                | 1      | 2             | 15 − 13                        |

Wedstrijden bepaald door strafschoppen worden, in lijn met de FIFA, als een gelijkspel gerekend.

## Details

### Eerste ontmoeting
| WK 1994 (Boston, Verenigde Staten, 25 juni 1994): |              | |
| Argentinië | 2 – 1        | Nigeria |
| Claudio Caniggia 22' Claudio Caniggia 29' | goals        | 10' Samson Siasia |
| Alfio Basile | bondscoach   | Clemens Westerhof |
| Luis Islas Roberto Sensini 87' Fernando Cáceres Oscar Ruggeri José Chamot Diego Simeone Fernando Redondo Diego Maradona Abel Balbo 71' Claudio Caniggia Gabriel Batistuta | opstellingen | Peter Rufai Augustine Eguavoen Uche Okechukwu Chidi Nwanu Michael Emenalo 86' Sunday Oliseh 57' Samson Siasia Daniel Amokachi Finidi George Rashidi Yekini Emmanuel Amunike |
| Alejandro Mancuso 71' Hernán Díaz 87' | wissels      | 57' Mutiu Adepoju 86' Augustine Okocha |
| Claudio Caniggia 54' | gele kaarten | 20' Augustine Eguavoen 53' Michael Emenalo ??' Sunday Oliseh |
| - De gelijkmaker van Claudio Caniggia is de 1500ste goal uit de geschiedenis van het Wereldkampioenschap voetbal.                                                         |              | |

### Tweede ontmoeting
| FIFA Confederations Cup 1995 (Riyad, Saoedi-Arabië, 10 januari 1995):                                                                                                |              | |
| Nigeria | 0 – 0        | Argentinië |
| | goals        | |
| Shaibu Amadu | bondscoach   | Daniel Passarella |
| Peter Rufai Augustine Eguavoen Ben Iroha Uche Okechukwu Mutiu Adepoju Augustine Okocha 72' Emmanuel Amunike Samson Siasia Daniel Amokachi Efan Ekoku 75' Uche Okafor | opstellingen | Carlos Bossio Roberto Ayala José Chamot Javier Zanetti Hugo Pérez Néstor Fabbri Ariel Ortega Marcelo Escudero Gabriel Batistuta Sebastián Rambert Christian Bassedas |
| Sam Pam 72' Momodu Mutaru 76' | wissels      | |
| Emmanuel Amunike 77' Ben Iroha 80' | gele kaarten | 30' Hugo Pérez 64' Roberto Ayala |

### Derde ontmoeting
| WK 2002 (Kashima, Japan, 2 juni 2002): |              | |
| Argentinië | 1 – 0        | Nigeria |
| Gabriel Batistuta 63' | goals        | |
| Marcelo Bielsa | bondscoach   | Adegboye Onigbinde |
| Pablo Cavallero Juan Pablo Sorín Mauricio Pochettino Walter Samuel Diego Placente Javier Zanetti Juan Sebastián Verón 78' Diego Simeone Gabriel Batistuta 81' Ariel Ortega Gustavo López 46' | opstellingen | Ike Shorunmu Celestine Babayaro Isaac Okoronkwo Taribo West 73' Efe Sodje Joseph Yobo Jay Jay Okocha Garba Lawal 48' Nwankwo Kanu Bartholomew Ogbeche Julius Aghahowa |
| Kily González 46' Pablo Aimar 78' Hernán Crespo 81' | wissels      | 48' Pius Ikedia 73' Justice Christopher |
| Walter Samuel 52' Diego Simeone 90' | gele kaarten | 73' Efe Sodje |

### Vierde ontmoeting
| WK 2010 (Johannesburg, Zuid-Afrika, 12 juni 2010): |              | |
| Argentinië | 1 – 0        | Nigeria |
| Gabriel Heinze 6' | goals        | |
| Diego Maradona | bondscoach   | Lars Lagerbäck |
| Sergio Romero Martín Demichelis Walter Samuel Gabriel Heinze Jonás Gutiérrez Juan Sebastián Verón 73' Javier Mascherano Ángel di María 85' Lionel Messi Gonzalo Higuaín 78' Carlos Tévez | opstellingen | Vincent Enyeama Chidi Odiah Joseph Yobo Danny Shittu 75' Taye Taiwo Sani Kaita Lukman Haruna Dickson Etuhu 60' Chinedu Obasi 51' Victor Nsofor Obinna Yakubu Aiyegbeni |
| Maxi Rodríguez 73' Diego Milito 78' Nicolás Burdisso 85' | wissels      | 51' Obafemi Martins 60' Peter Odemwingie 70' Kalu Uche |
| Jonás Gutiérrez 41' | gele kaarten | 77' Lukman Haruna |

### Vijfde ontmoeting
| Vriendschappelijk (Abuja, Nigeria, 1 juni 2011): |              | |
| Nigeria | 4 – 1        | Argentinië |
| Ikechukwu Uche 10' Victor Obinna 27' (pen.) Ikechukwu Uche 40' Emmanuel Emenike 52'                                                                                    | goals        | 90' (pen.) Mauro Boselli |
| Samson Siasia | bondscoach   | Sergio Batista |
| Dele Aiyenugba Vincent Enyeama Taye Taiwo Chibuzor Okonkwo 67' Joseph Yobo Joel Obi 72' John Obi Mikel Ikechukwu Uche Victor Obinna 79' Victor Anichebe 44' Ahmed Musa | opstellingen | Adrián Gabbarini Emiliano Insúa Federico Fazio Pablo Zabaleta 66' Ezequiel Garay 69' Diego Perotti 57' Tino Costa Mario Bolatti 62' Fernando Belluschi Nicolás Gaitán Mauro Boselli |
| Emmanuel Emenike 44' Mohamed Yusuf 67' Fegor Ogude 72' Peter Utaka 79'                                                                                                 | wissels      | 57' Alejandro Cabral 62' Nicolás Bertolo 66' Mateo Musacchio 69' Franco Jara |
| | gele kaarten | 25' Federico Fazio 55' Fernando Belluschi |
| - Debuut van Federico Fazio, Alejandro Cabral, Mateo Musacchio en Nicolás Bertolo voor Argentinië.                                                                     |              | |

### Zesde ontmoeting
| Vriendschappelijk (Dhaka, Bangladesh, 6 september 2011): |              | |
| Argentinië | 3 – 1        | Nigeria |
| Gonzalo Higuaín 24' Ángel Di María 26' Elderson 64' (e.d.) | goals        | 46' Chinedu Obasi |
| Alejandro Sabella | bondscoach   | Samson Siasia |
| Sergio Romero Nicolás Burdisso Pablo Zabaleta 83' Marcos Rojo 69' Nicolás Otamendi Martín Demichelis José Sosa 89' Javier Mascherano Ángel Di María 76' Lionel Messi Gonzalo Higuaín 76' | opstellingen | Dele Aiyenugba 46' Chibuzor Okonkwo Joseph Yobo Elderson Echiéjilé Efe Ambrose Joel Obi John Obi Mikel 83' Peter Utaka Ikechukwu Uche 64' Victor Obinna Victor Anichebe |
| Lucho González 69' Éver Banega 76' Kun Agüero 76' Federico Fernández 83' Ricardo Álvarez 89'                                                                                             | wissels      | 46' Chinedu Obasi 64' Kalu Uche 83' Ahmed Musa |
| Javier Mascherano 55' | gele kaarten | 30' Victor Obinna 82' Chibuzor Okonkwo |

### Zevende ontmoeting
| WK 2014 (Porto Alegre, Brazilië, 25 juni 2014): |              | |
| Nigeria | 2 – 3        | Argentinië |
| Ahmed Musa 4' Ahmed Musa 47' | goals        | 3' Lionel Messi 45' Lionel Messi 50' Marcos Rojo |
| Stephen Keshi | bondscoach   | Alejandro Sabella |
| Vincent Enyeama Joseph Yobo Efe Ambrose Juwon Oshaniwa Kenneth Omeruo John Obi Mikel Ogenyi Onazi Ahmed Musa Peter Odemwingie 80' Emmanuel Emenike Michel Babatunde 66' | opstellingen | Sergio Romero Ezequiel Garay Marcos Rojo Federico Fernández Pablo Zabaleta Fernando Gago Ángel Di María Javier Mascherano 90' Gonzalo Higuaín 63' Lionel Messi 38' Sergio Agüero |
| Michael Uchebo 66' Uche Nwofor 80' | wissels      | 38' Ezequiel Lavezzi 63' Ricardo Álvarez 90' Lucas Biglia |
| Juwon Oshaniwa 51' Kenneth Omeruo 49' | gele kaarten | |

AUF · A-internationals · Selecties · Bondscoaches · Argentijns vrouwenelftal · Olympisch elftal · Argentinië U21 · Argentinië U20 · Argentinië U19 · Argentinië U18 · Argentinië U17
1900 – 1909 ·
1910 – 1919 ·
1920 – 1929 ·
1930 – 1939 ·
1940 – 1949 ·
1950 – 1959 ·
1960 – 1969 ·
1970 – 1979 ·
1980 – 1989 ·
1990 – 1999 ·
2000 – 2009 ·
2010 – 2019 ·
2020 − 2029
WK 1930 · 
WK 1934 · 
WK 1958 · 
WK 1962 · 
WK 1966 · 
WK 1974 · 
WK 1978 · 
WK 1982 · 
WK 1986 · 
WK 1990 · 
WK 1994 · 
WK 1998 · 
WK 2002 · 
WK 2006 · 
WK 2010 · 
WK 2014 · 
WK 2018 ·
WK 2022
OS 1928 · 
OS 1988 · 
OS 1996 · 
OS 2004 · 
OS 2008 · 
OS 2016 · 
OS 2020
1902 · 
1903 · 
1904 · 
1905 · 
1906 · 
1907 · 
1908 · 
1909 ·
1910 · 
1911 · 
1912 · 
1913 · 
1914 · 
1915 · 
1916 · 
1917 · 
1918 · 
1919 ·
1920 · 
1921 · 
1922 · 
1923 · 
1924 · 
1925 · 
1926 · 
1927 · 
1928 · 
1929 ·
1930 · 
1931 · 
1932 · 
1933 · 
1934 · 
1935 · 
1936 · 
1937 · 
1938 · 
1939 ·
1940 · 
1941 · 
1942 · 
1943 · 
1944 · 
1945 · 
1946 · 
1947 · 
1948 · 1949 · 
1950 · 
1951 · 
1952 · 
1953 · 
1954 · 
1955 · 
1956 · 
1957 · 
1958 · 
1959 ·
1960 · 
1961 · 
1962 · 
1963 · 
1964 · 
1965 · 
1966 · 
1967 · 
1968 · 
1969 ·
1970 · 
1971 · 
1972 · 
1973 · 
1974 · 
1975 · 
1976 · 
1977 · 
1978 · 
1979 ·
1980 · 
1981 · 
1982 · 
1983 · 
1984 · 
1985 · 
1986 · 
1987 · 
1988 · 
1989 ·
1990 ·
1991 · 
1992 · 
1993 · 
1994 · 
1995 · 
1996 · 
1997 · 
1998 · 
1999 · 
2000 · 
2001 · 
2002 · 
2003 · 
2004 · 
2005 · 
2006 · 
2007 · 
2008 · 
2009 · 
2010 · 
2011 · 
2012 · 
2013 · 
2014 ·
2015 ·
2016 ·
2017 ·
2018 ·
2019 ·
2020 ·
2021 ·
2022 ·
2023
Albanië ·
Algerije ·
Angola ·
Australië ·
België ·
Bolivia ·
Bosnië en Herzegovina · 
Brazilië ·
Bulgarije ·
Canada ·
Chili ·
China ·
Colombia ·
Costa Rica · 
Curaçao ·
Denemarken ·
DDR ·
Duitsland ·
Ecuador ·
Egypte ·
El Salvador ·
Engeland ·
Estland ·
Frankrijk ·
Ghana ·
Griekenland ·
Guatemala ·
Haïti ·
Honduras ·
Hongarije ·
Hongkong ·
Ierland ·
IJsland ·
India ·
Indonesië ·
Irak ·
Iran ·
Israël ·
Italië ·
Ivoorkust ·
Jamaica ·
Japan ·
Joegoslavië ·
Kameroen ·
Kroatië ·
Libië ·
Litouwen · 
Marokko ·
Mexico ·
Nederland ·
Nicaragua ·
Nigeria ·
Noord-Ierland ·
Noorwegen ·
Oostenrijk ·
Panama ·
Paraguay ·
Peru ·
Polen ·
Portugal · 
Qatar ·
Roemenië ·
Rusland · 
Saoedi-Arabië · 
Schotland ·
Servië en Montenegro ·
Singapore ·
Slovenië ·
Slowakije ·
Sovjet-Unie ·
Spanje ·
Trinidad en Tobago ·
Tsjecho-Slowakije ·
Tunesië ·
Uruguay ·
Venezuela ·
Verenigde Arabische Emiraten ·
Verenigde Staten ·
Wales ·
Wit-Rusland · 
Zuid-Afrika ·
Zuid-Korea ·
Zweden ·
Zwitserland
Australië (2022) ·
België (2014) ·
Bosnië en Herzegovina (2014) ·
Brazilië (1982) ·
Brazilië (2005) ·
Denemarken (1995) ·
Duitsland (2006) ·
Duitsland (2014) ·
Frankrijk (2018) ·
Frankrijk (2022) ·
IJsland (2018) ·
Iran (2014) ·
Italië (1982) ·
Ivoorkust (2006) ·
Kroatië (2018) ·
Kroatië (2022) ·
Mexico (2006) ·
Nederland (1978) ·
Nederland (2006) ·
Nederland (2014) ·
Nederland (2022) ·
Nigeria (2010) ·
Nigeria (2014) ·
Nigeria (2018) ·
Saoedi-Arabië (1992) ·
Saoedi-Arabië (2022) · 
Servië en Montenegro (2006) ·
West-Duitsland (1986) · West-Duitsland (1990) ·
Zwitserland (2014)
NFA · A-internationals · Selecties · Bondscoaches · Statistieken · Nigeriaans vrouwenelftal · Olympisch elftal · Nigeria U21 · Nigeria U20 · Nigeria U19 · Nigeria U18 · Nigeria U17
1950 – 1959 · 
1960 – 1969 · 
1970 – 1979 · 
1980 – 1989 · 
1990 – 1999 · 
2000 – 2009 · 
2010 – 2019 ·
2020 − 2029
CC 1995 · 
CC 2013
WK 1994 · 
WK 1998 · 
WK 2002 · 
WK 2010 · 
WK 2014 · 
WK 2018
OS 1968 · 
OS 1980 · 
OS 1988 · 
OS 1996 · 
OS 2000 · 
OS 2008 · 
OS 2016
1949 · 
1950 · 1951 · 1952 · 1953 · 1954 · 
1955 · 
1956 · 
1957 · 
1958 · 
1959 · 
1960 · 
1961 · 
1962 · 
1963 · 
1964 · 
1965 · 
1966 · 
1967 · 
1968 · 
1969 · 
1970 · 
1971 · 
1972 · 
1973 · 
1974 · 
1975 · 
1976 · 
1977 · 
1978 · 
1979 · 
1980 · 
1981 · 
1982 · 
1983 · 
1984 · 
1985 · 
1986 · 
1987 · 
1988 · 
1989 · 
1990 · 
1991 · 
1992 · 
1993 · 
1994 · 
1995 · 
1996 · 
1997 · 
1998 · 
1999 · 
2000 · 
2001 · 
2002 · 
2003 · 
2004 · 
2005 · 
2006 · 
2007 · 
2008 · 
2009 · 
2010 · 
2011 · 
2012 · 
2013 · 
2014 ·
2015 ·
2016 ·
2017 ·
2018 ·
2019 ·
2020 ·
2021 ·
2022
Algerije ·
Angola ·
Argentinië ·
Australië ·
Benin ·
Bosnië en Herzegovina ·
Botswana ·
Brazilië ·
Bulgarije ·
Burkina Faso ·
Burundi ·
Canada ·
Centraal-Afrikaanse Republiek ·
Colombia ·
Congo-Brazzaville ·
Congo-Kinshasa ·
Costa Rica ·
Denemarken ·
Duitsland ·
Ecuador ·
Egypte ·
Engeland ·
Equatoriaal-Guinea ·
Eritrea ·
Ethiopië ·
Frankrijk ·
Gabon ·
Gambia ·
Georgië ·
Ghana ·
Griekenland ·
Guinee ·
Guinee-Bissau ·
Ierland ·
IJsland ·
Indonesië ·
Iran ·
Italië ·
Ivoorkust ·
Jamaica ·
Japan ·
Joegoslavië ·
Jordanië ·
Kaapverdië · 
Kameroen ·
Kenia ·
Kroatië ·
Lesotho ·
Liberia ·
Libië ·
Luxemburg ·
Madagaskar ·
Malawi ·
Mali ·
Marokko ·
Mexico ·
Mozambique ·
Namibië ·
Nederland ·
Niger ·
Noord-Korea ·
Noord-Macedonië ·
Noorwegen ·
Oeganda ·
Oekraïne ·
Oezbekistan ·
Oostenrijk ·
Paraguay ·
Peru ·
Polen ·
Portugal ·
Roemenië ·
Rwanda ·
Saoedi-Arabië ·
Sao Tomé en Principe ·
Schotland ·
Senegal ·
Servië ·
Seychellen ·
Sierra Leone ·
Soedan ·
Spanje ·
Swaziland ·
Tahiti ·
Tanzania ·
Thailand ·
Togo ·
Tsjaad ·
Tsjechië ·
Tunesië ·
Uruguay ·
Venezuela ·
Verenigde Staten ·
Zambia ·
Zimbabwe ·
Zuid-Afrika ·
Zuid-Korea ·
Zweden ·
Zwitserland
Argentinië (2010) ·
Argentinië (2014) ·
Argentinië (2018) ·
Bosnië en Herzegovina (2014) ·
Burkina Faso (2013) ·
Frankrijk (2014) ·
Iran (2014) ·
IJsland (2018) ·
Kroatië (2018) ·
Zuid-Korea (2010)